# تجمع زهارية (عزبة)
عزبة تجمع زهارية قرية تابعة لمركز السادات في محافظة المنوفية في جمهورية مصر العربية.